# Bicicleta Vasca 2007
La XVII Bicicleta Vasca (oficialmente:Euskal Bizikleta), disputada entre el 8 de junio y el 10 de junio de 2007, estaba dividida en 3 etapas, la segunda con dos sectores, para un total de 437,6 km.
Participaron 17 equipos. Los 3 equipos españoles de categoría UCI ProTeam (Saunier Duval-Prodir, Caisse d'Epargne y Euskaltel-Euskadi); 4 de categoría Profesional Continental (Relax-GAM, Karpin Galicia, Fuerteventura-Canarias, Andalucía-Cajasur); y 1 de categoría Continental (Oreka-Oreka). En cuanto a representación extranjera, estuvieron 9 equipos: los UCI ProTeam del Unibet.com, Lampre-Fondital, Liquigas; y los Profesionales Continentales del Barloworld, Tinkoff Credit Systems, Agritubel, L.P.R. Brakes, Acqua & Sapone y Team Slipstream.

## Etapas

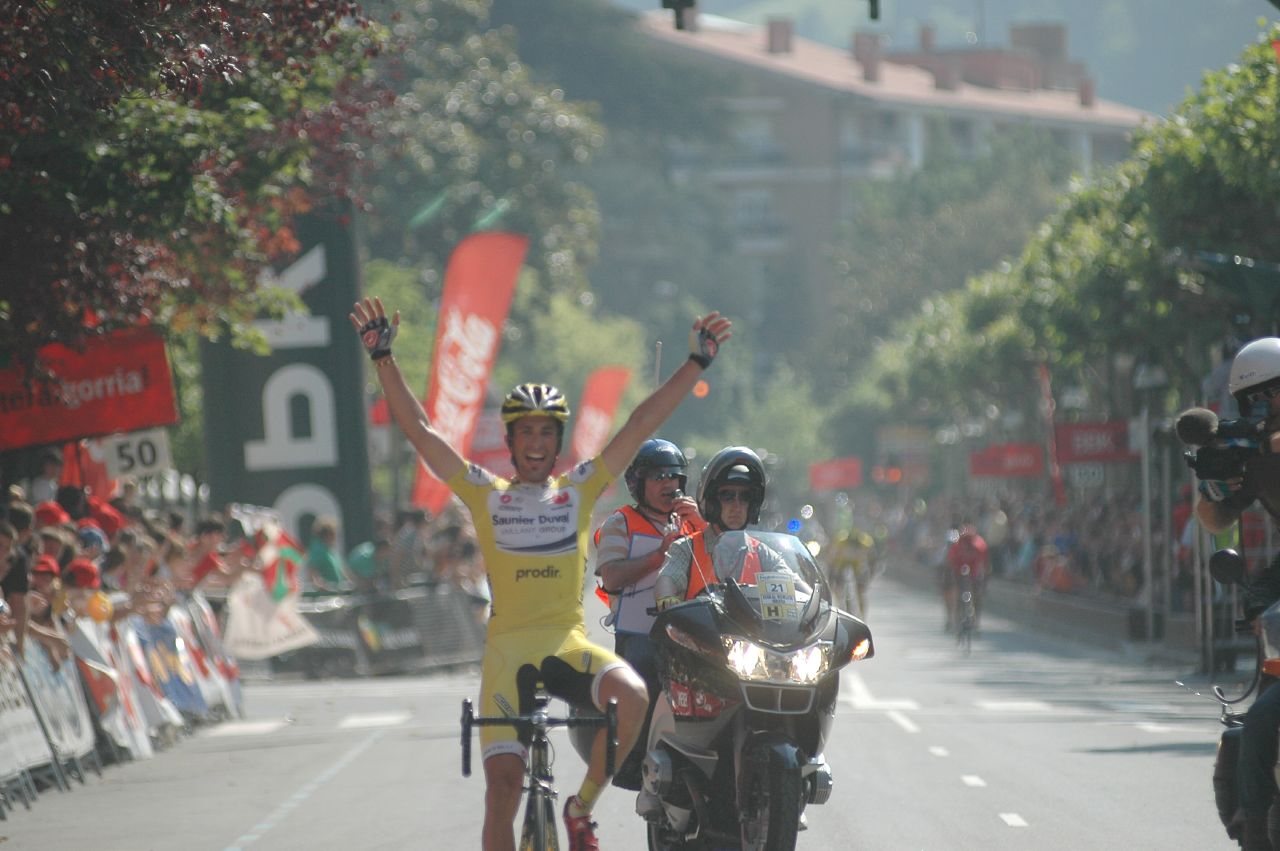
Alberto Fernández de la Puebla ganando la 1.ª etapa.

| Etapa             | Fecha      | Recorrido         | Km         | Ganador                        | Líder                          |
| ----------------- | ---------- | ----------------- | ---------- | ------------------------------ | ------------------------------ |
| 1.ª               | 08/06/2007 | Éibar-Tolosa      | 172,2      | Alberto Fernández de la Puebla | Alberto Fernández de la Puebla |
| 2.ª (1.er Sector) | 09/06/2007 | Tolosa-Abadiano   | 92,4       | Vladimir Efimkin               | Vladimir Efimkin               |
| 2.ª (2.º Sector)  | 09/06/2007 | Abadiano-Abadiano | 20,5 (CRI) | Rigoberto Urán                 | Vladimir Efimkin               |
| 3.ª               | 10/06/2007 | Yurreta-Arrate    | 152,5      | Constantino Zaballa            | Constantino Zaballa            |

1. ↑  La etapa no contó para la clasificación general, ya que se suspendió antes de que la concluyeran todos los corredores debido a las condiciones meteorológicas en el recorrido, como se puede apreciar en estas fotos:

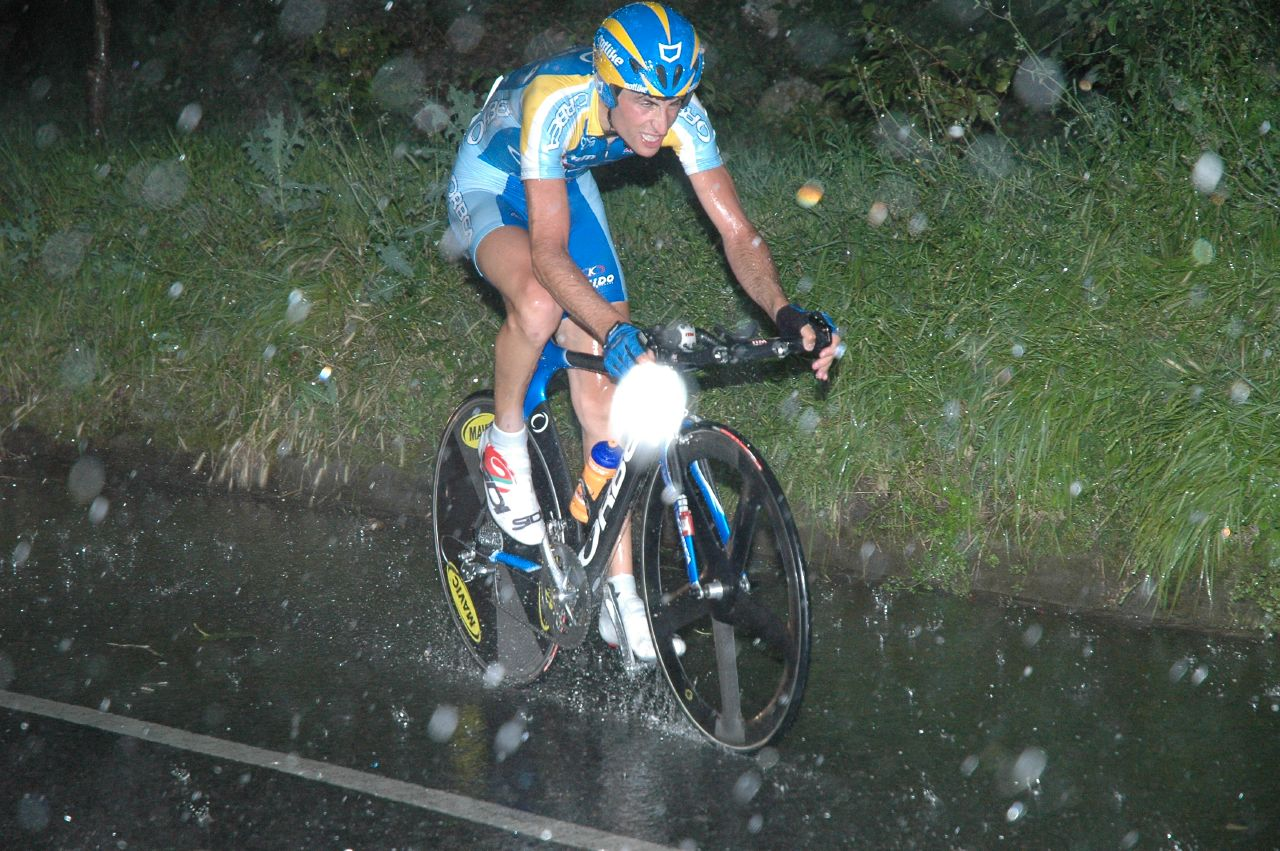
Josu Agirre.
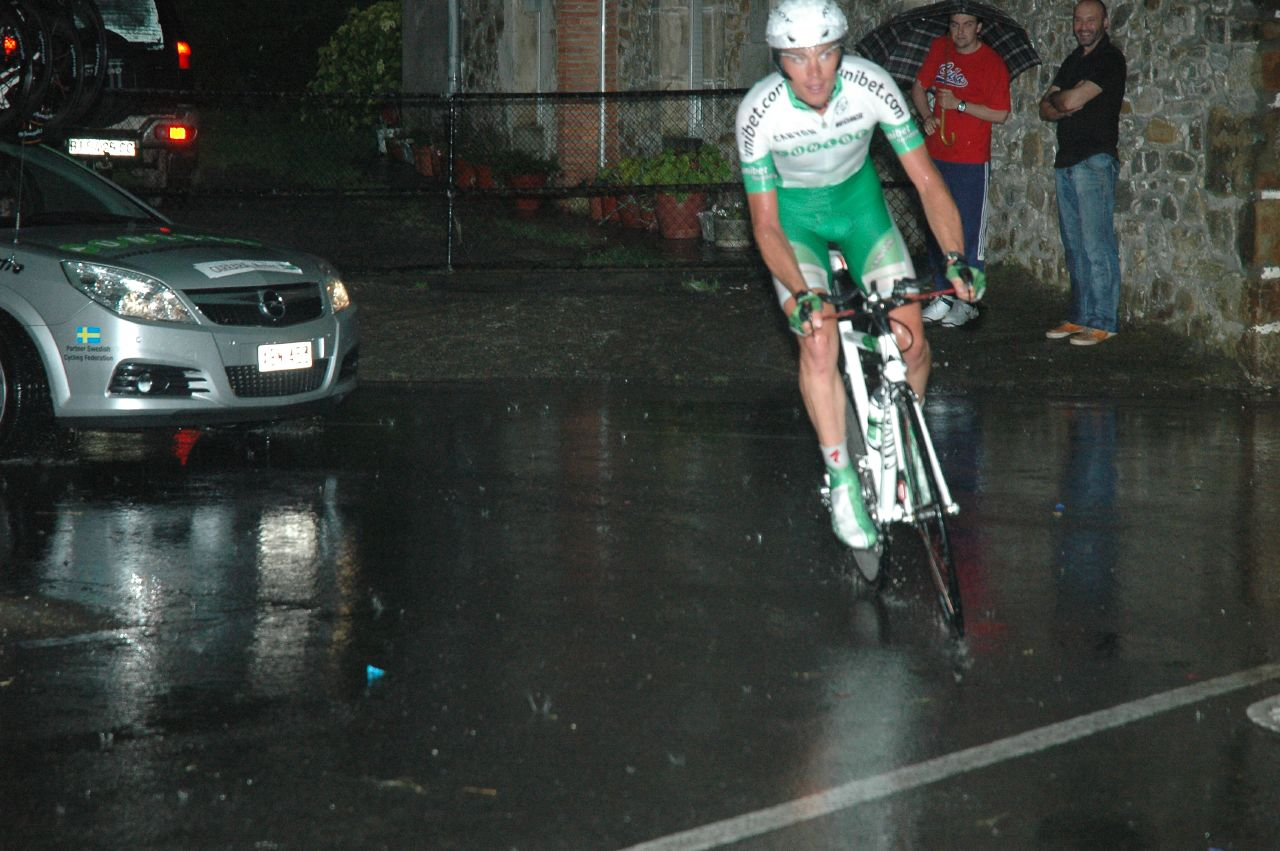
Matteo Carrara.
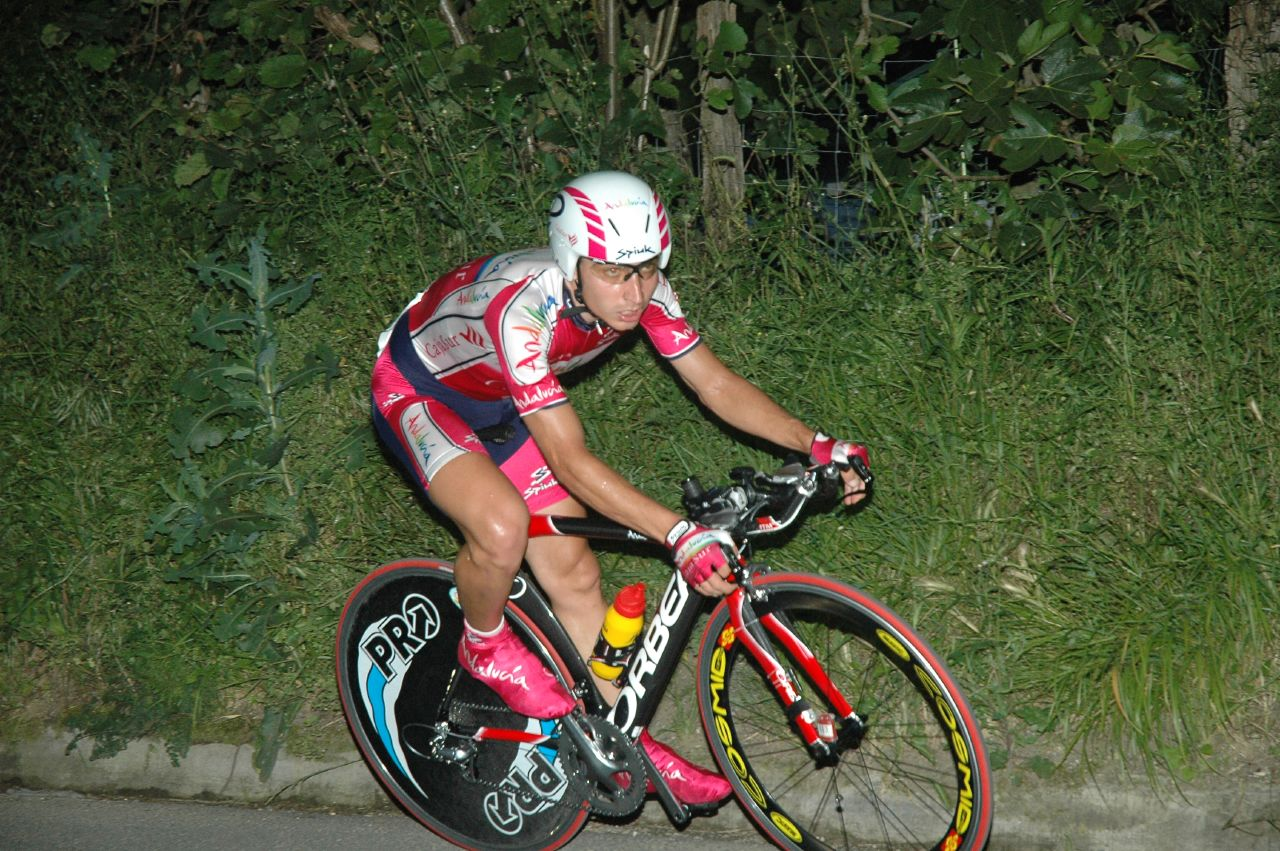
José Luis Carrasco.
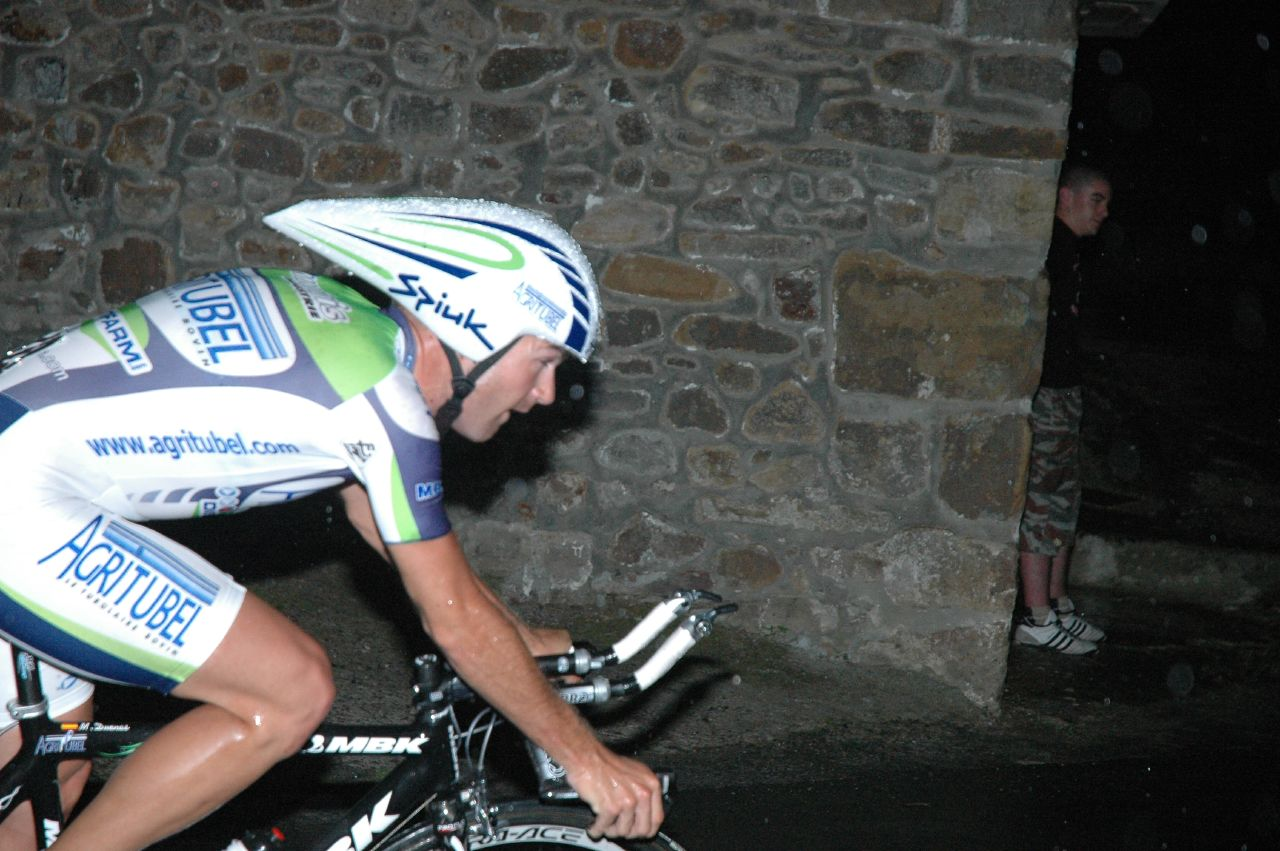
Moisés Dueñas.
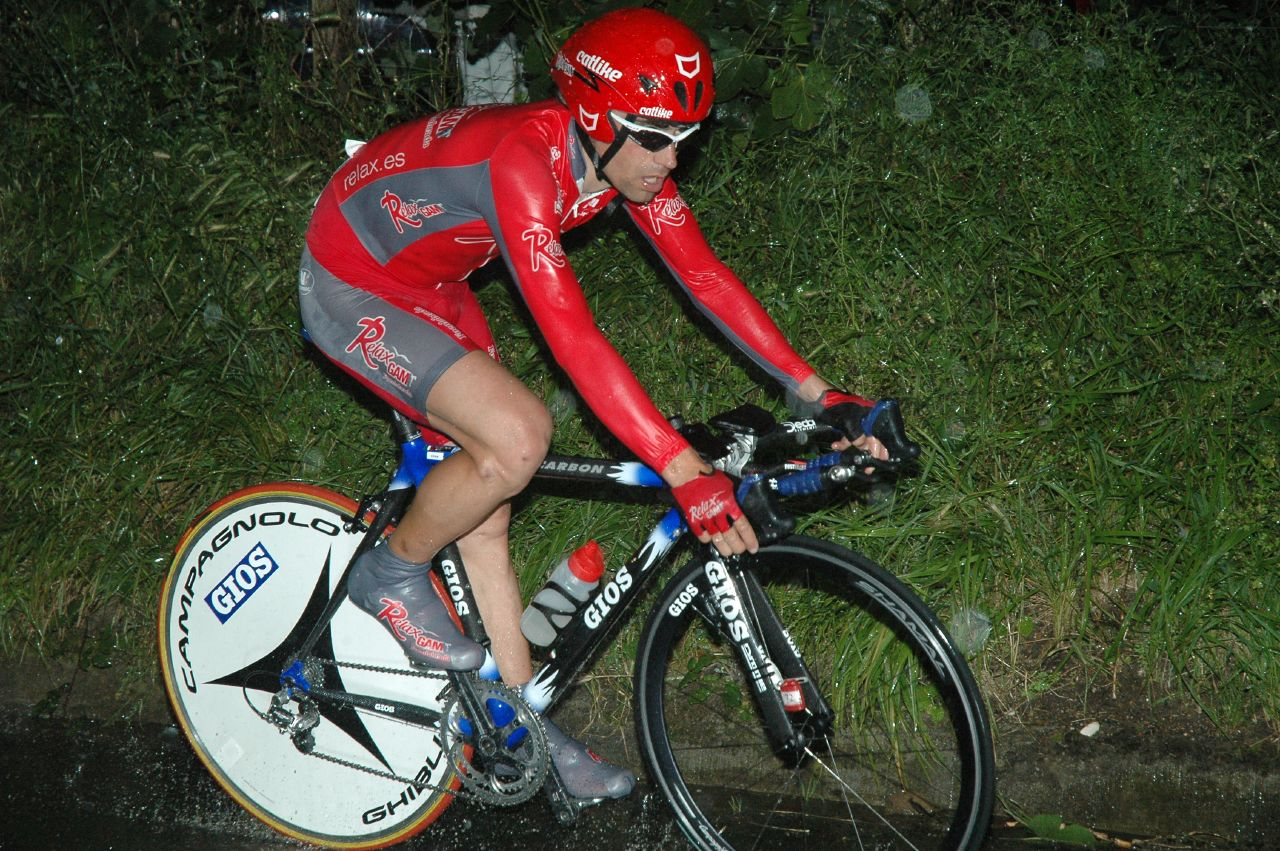
José Miguel Elías.
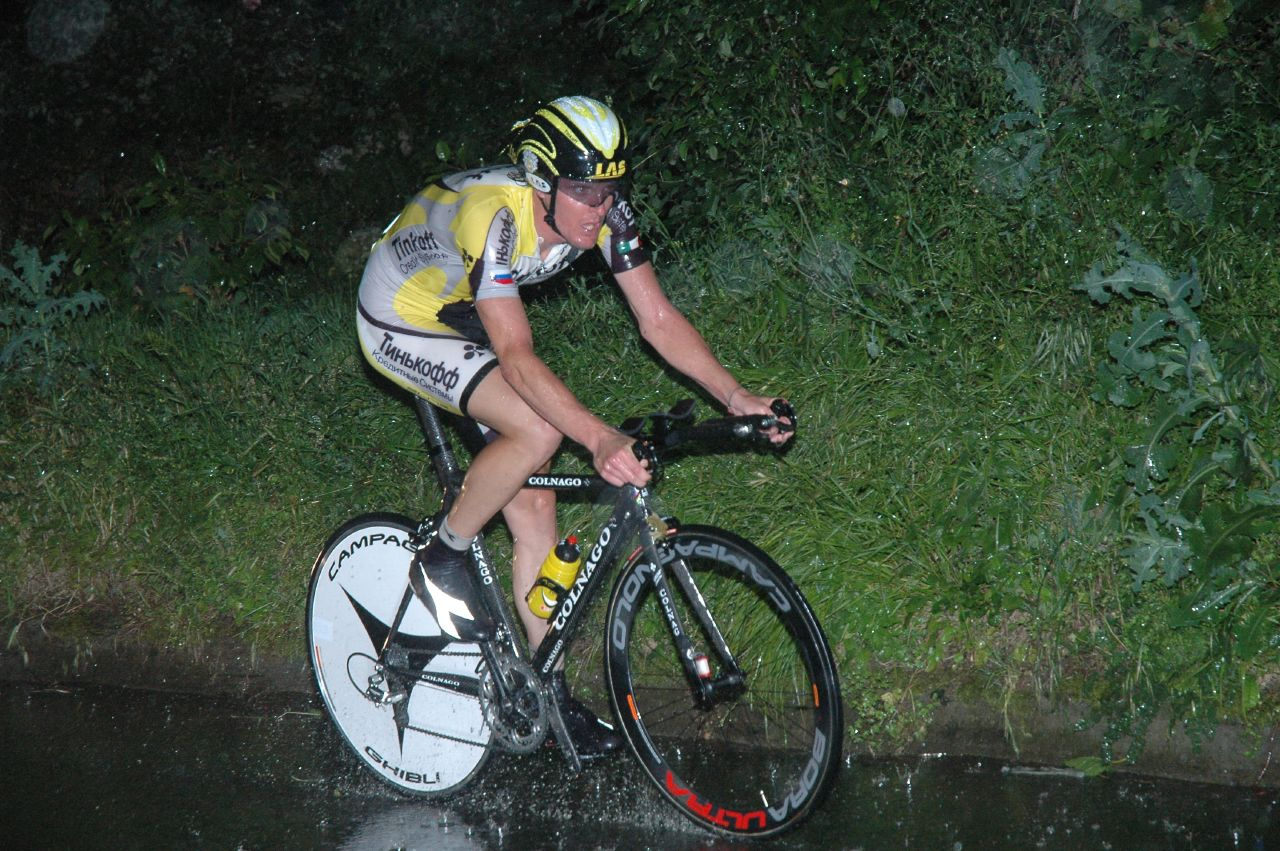
Jörg Jaksche.
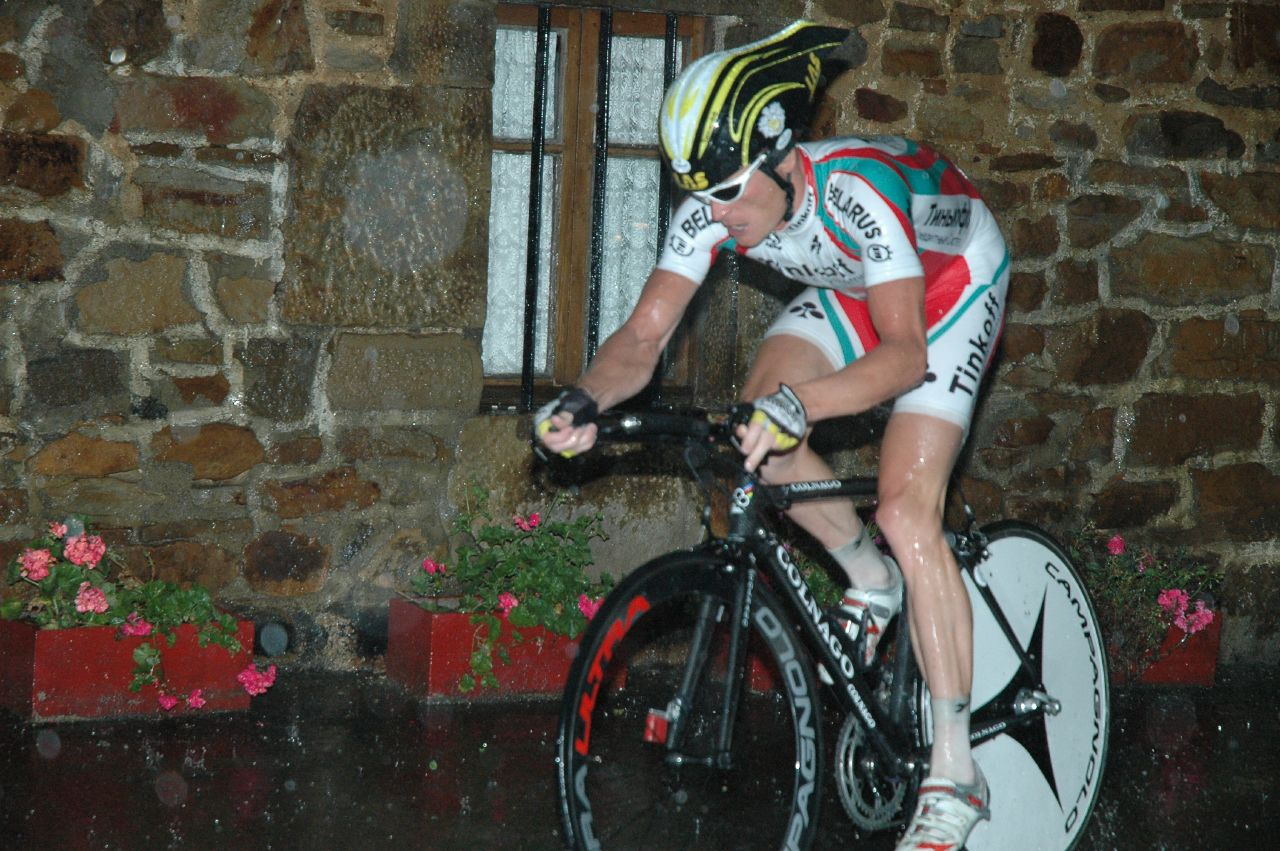
Vasil Kiryienka.
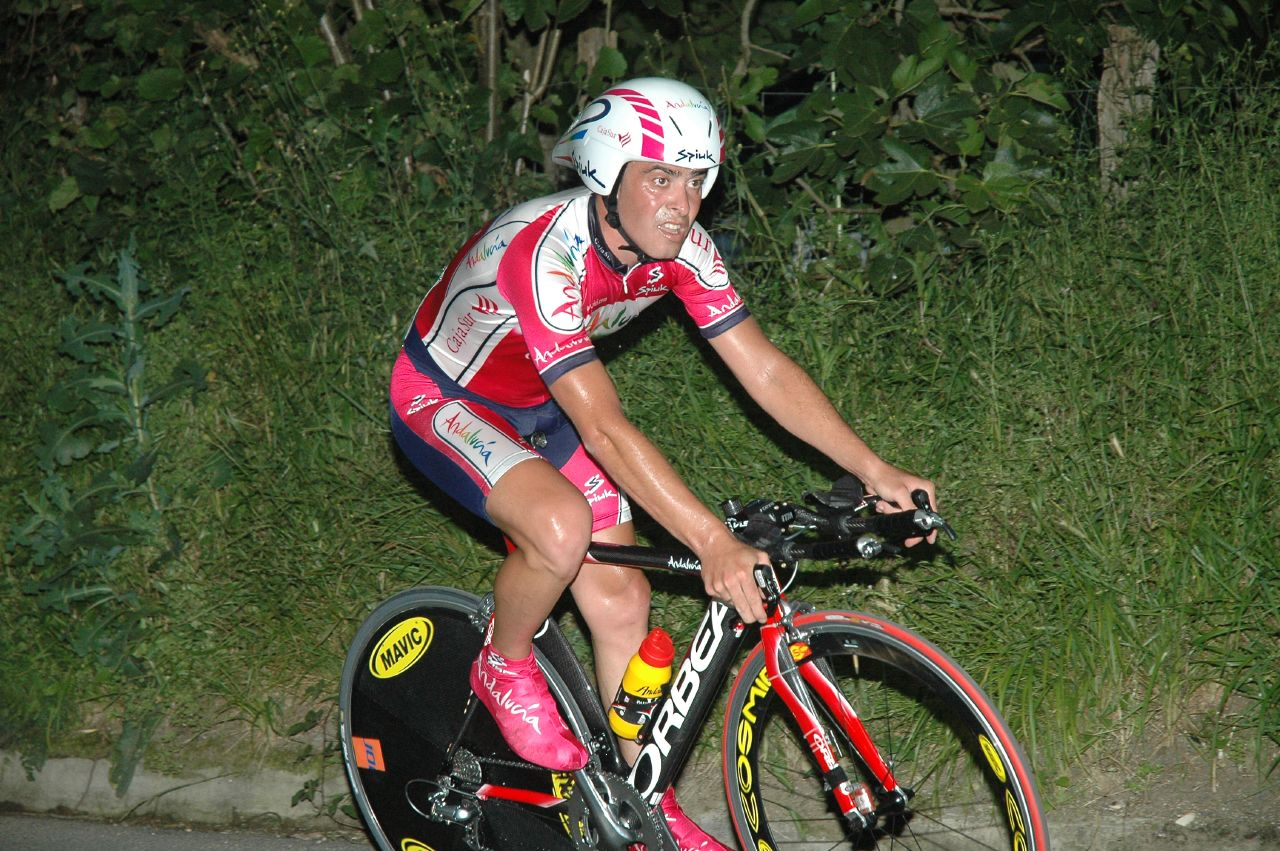
Paco Lara.
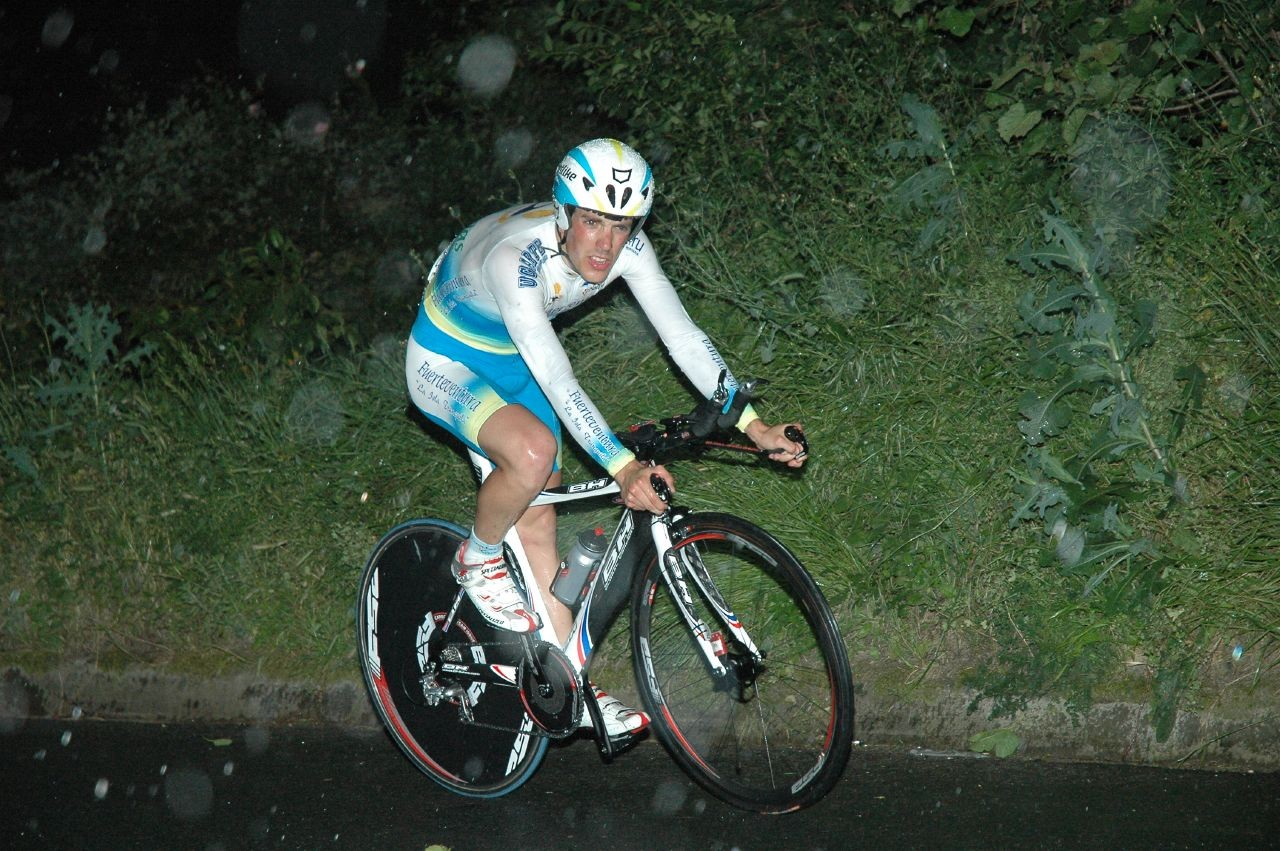
Iker Leonet.
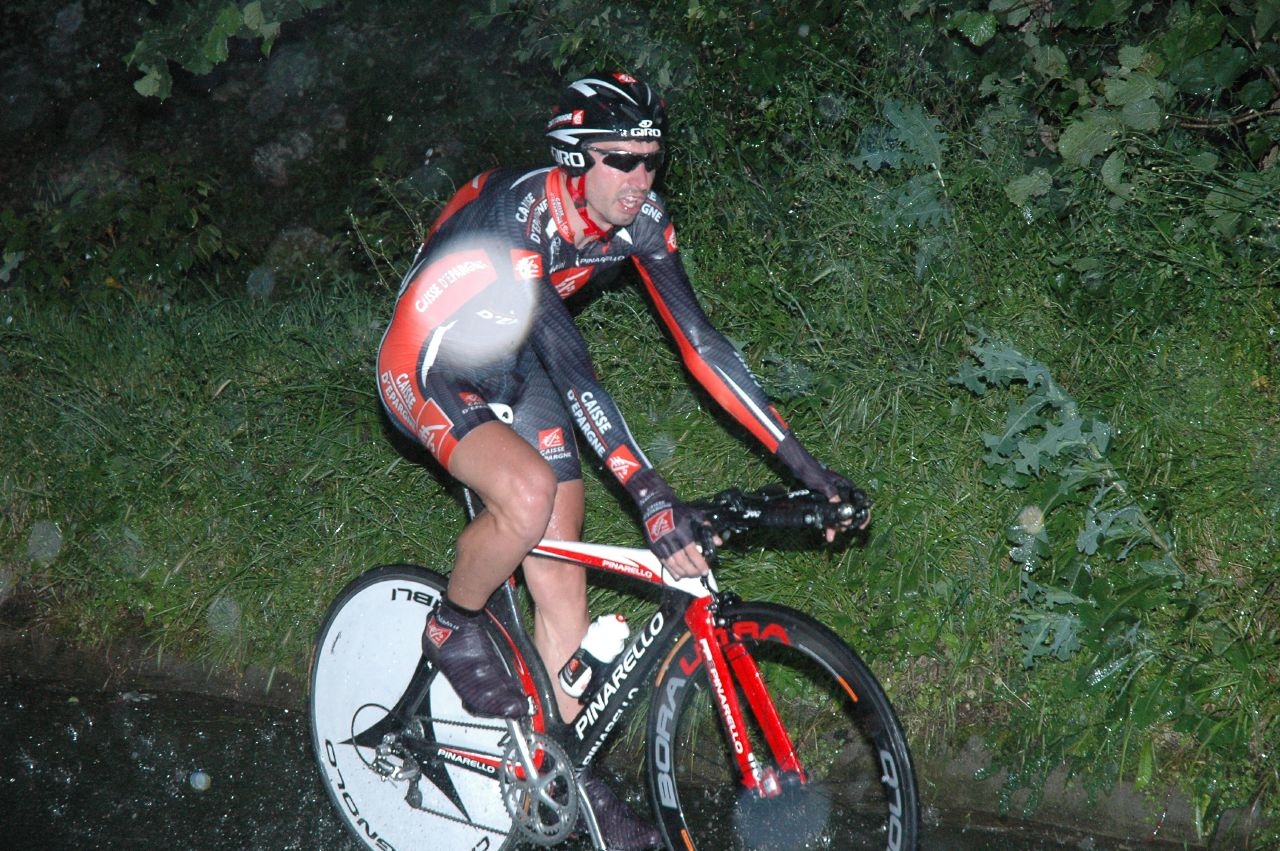
David López.
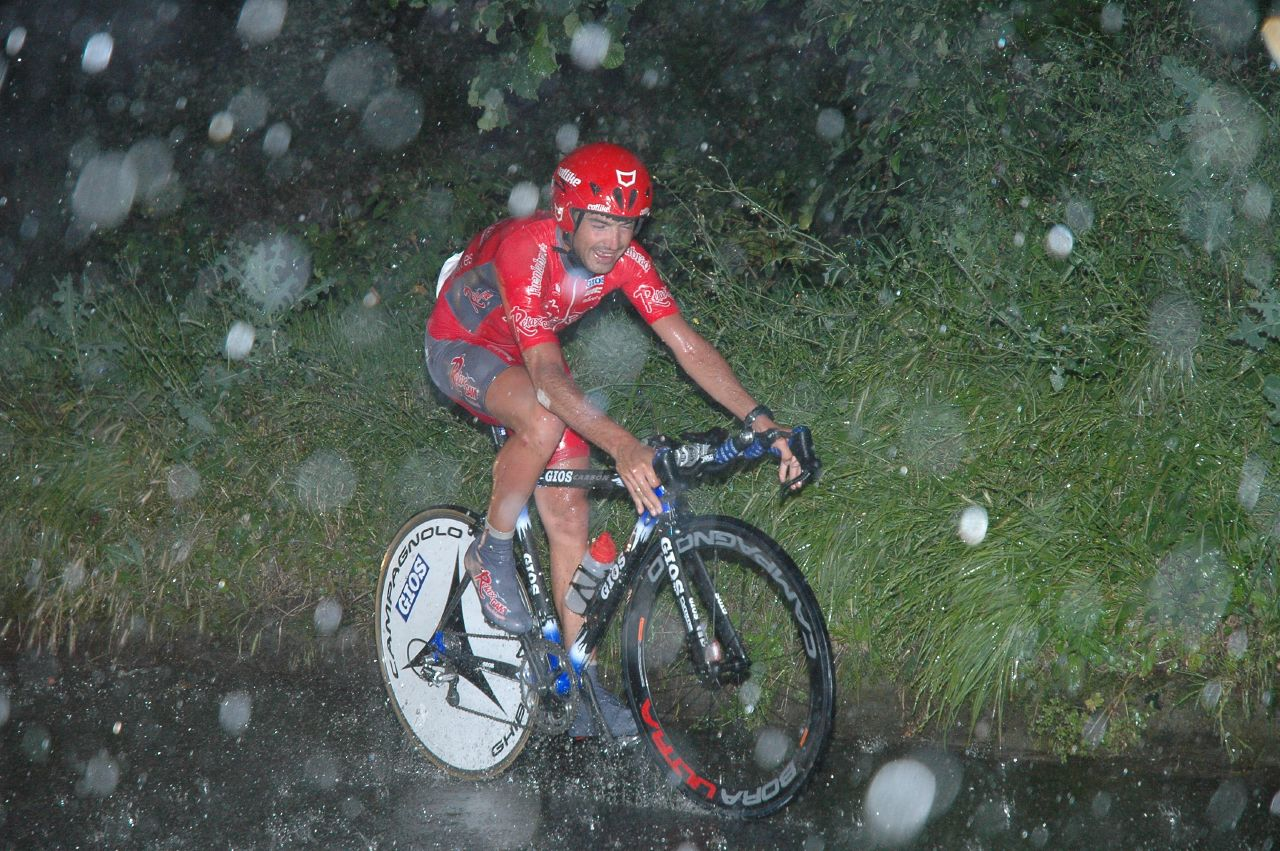
Francisco Mancebo.
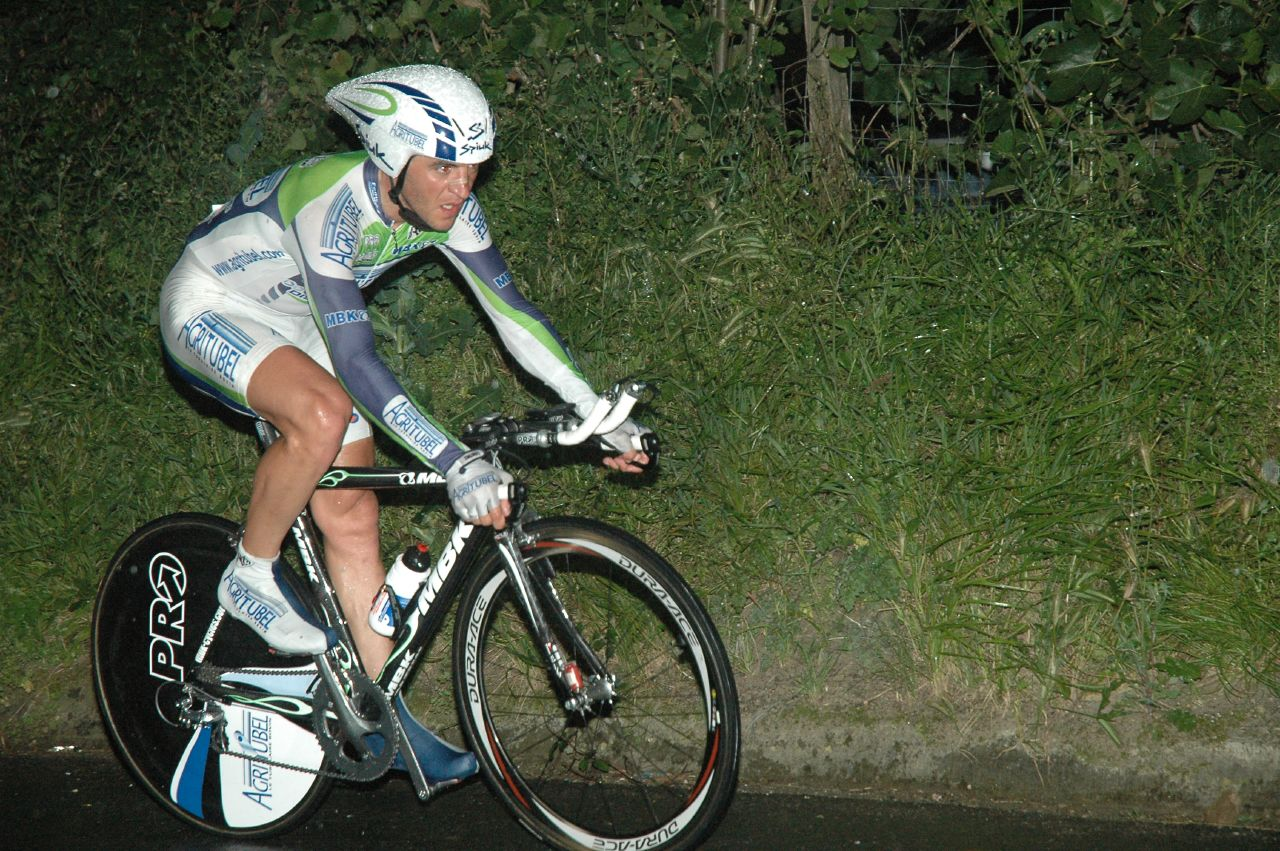
José Alberto Martínez.
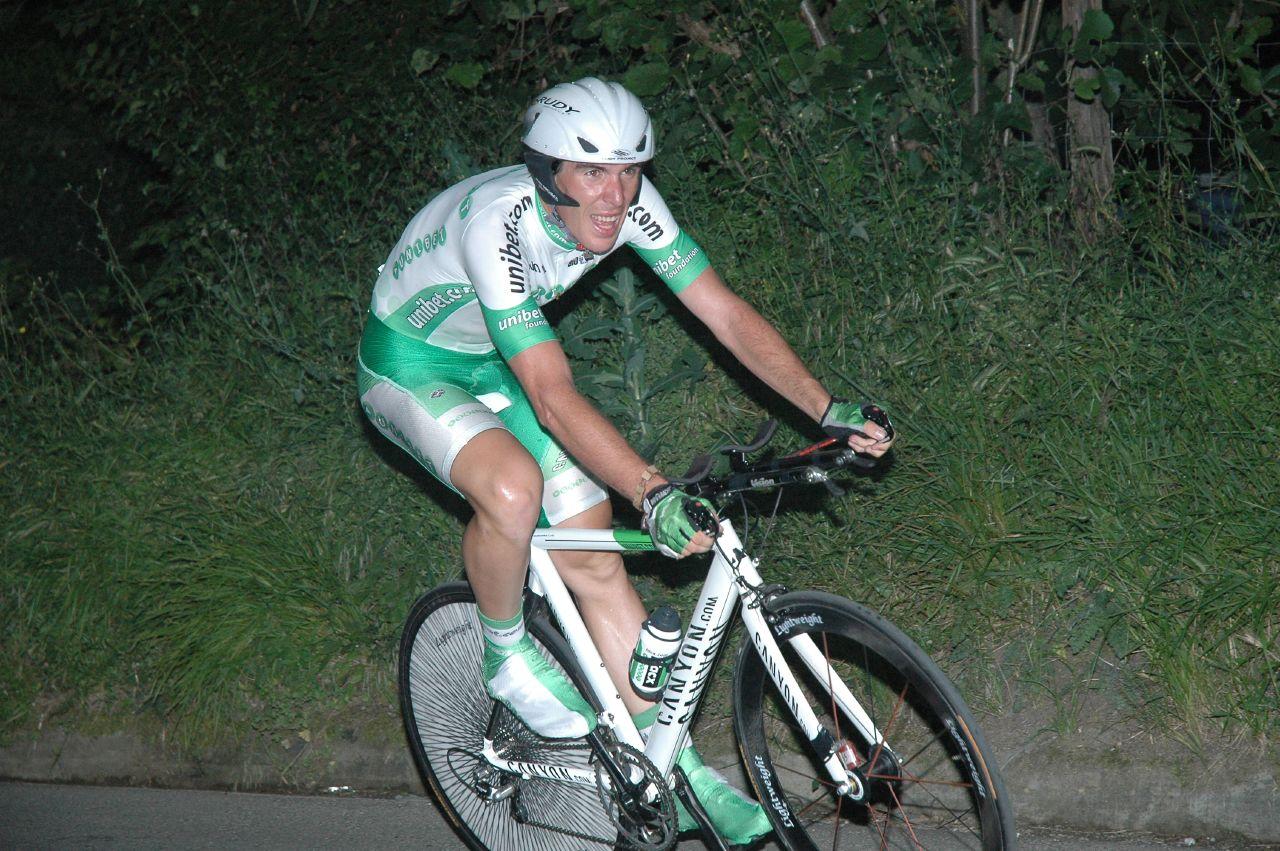
Luis Pasamontes.
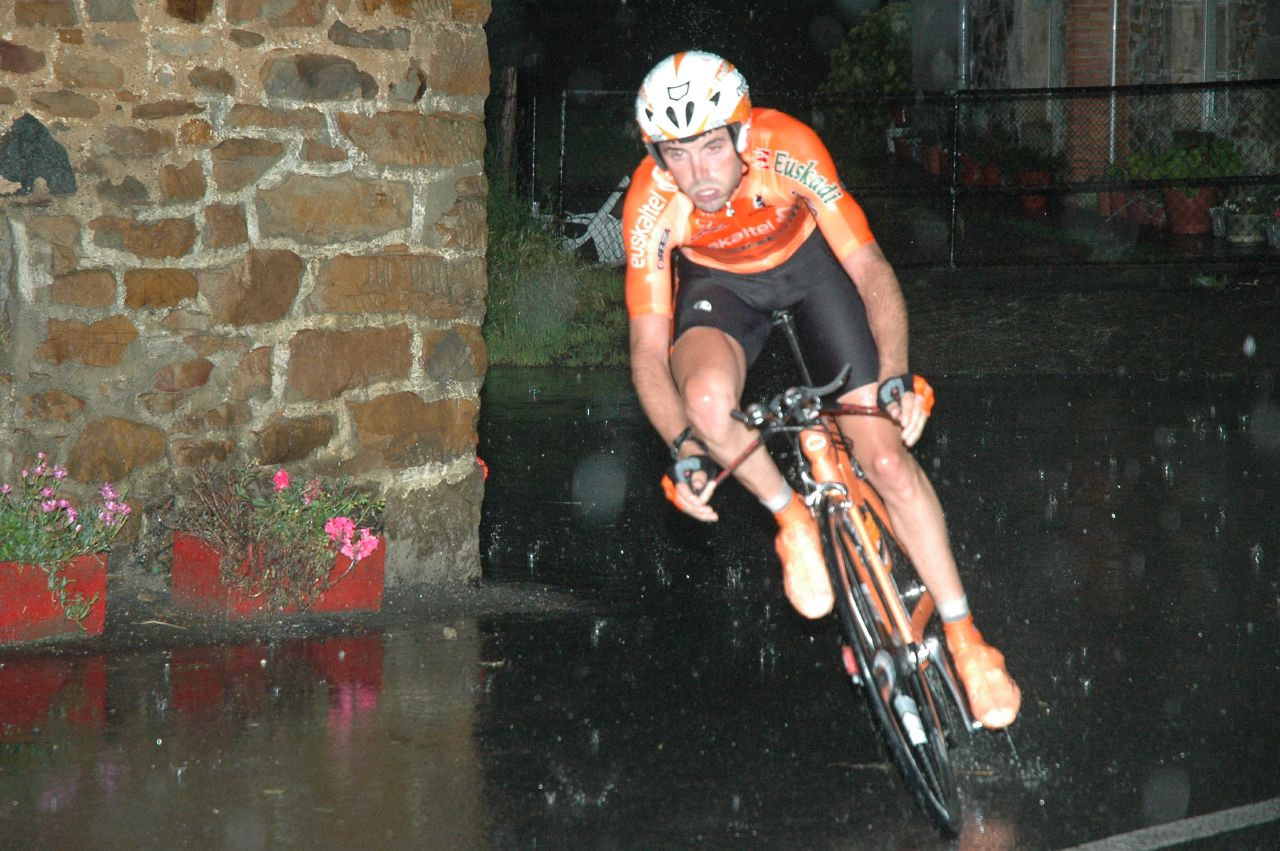
Samuel Sánchez.
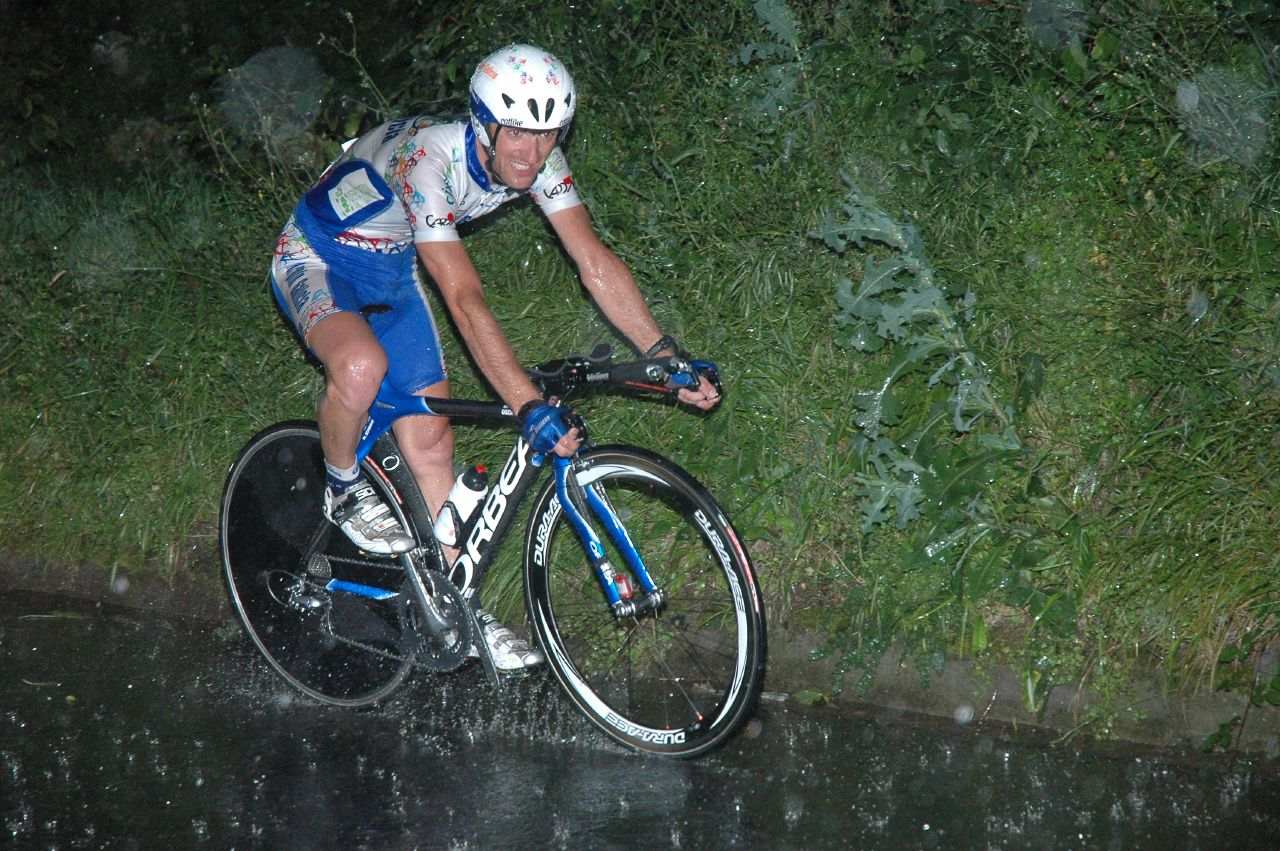
Marcos Serrano.
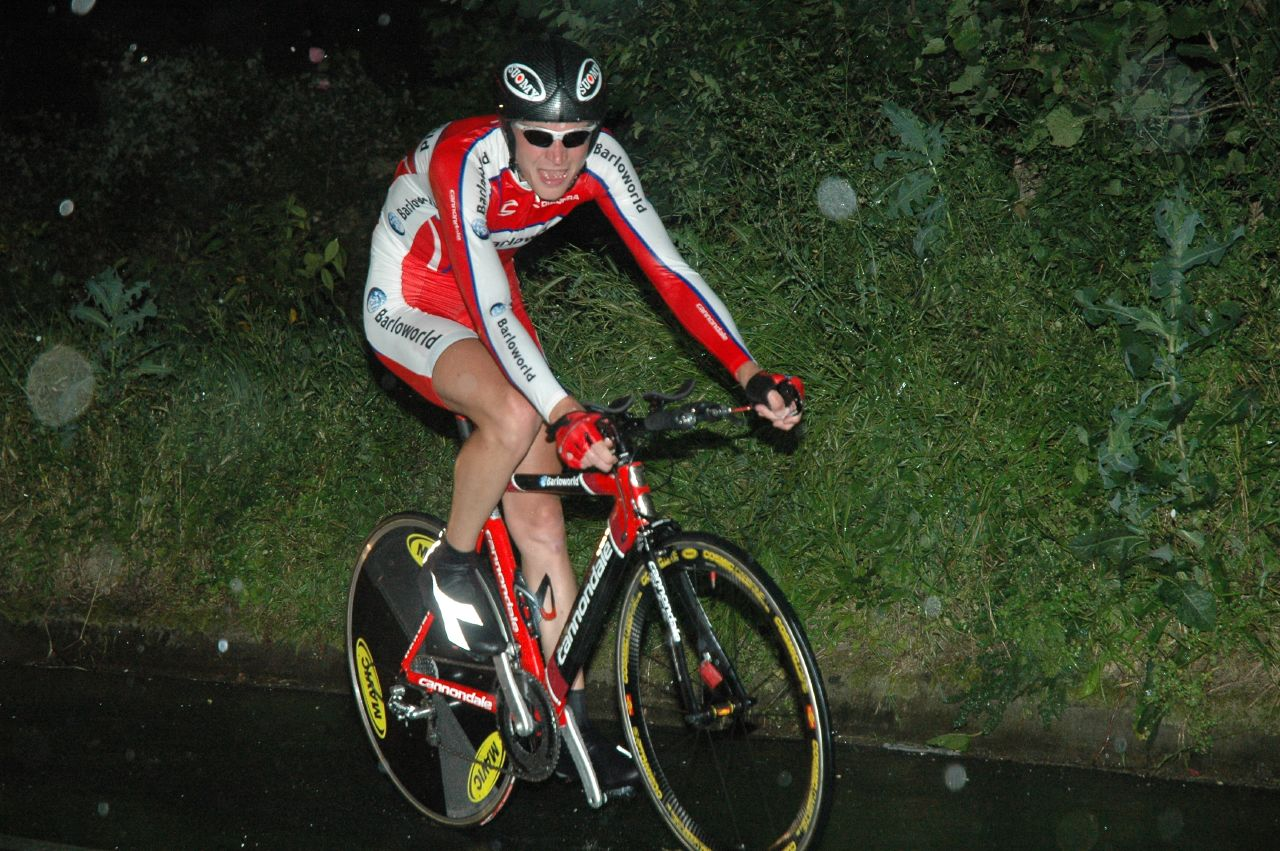
Kanstantsin Siutsou.
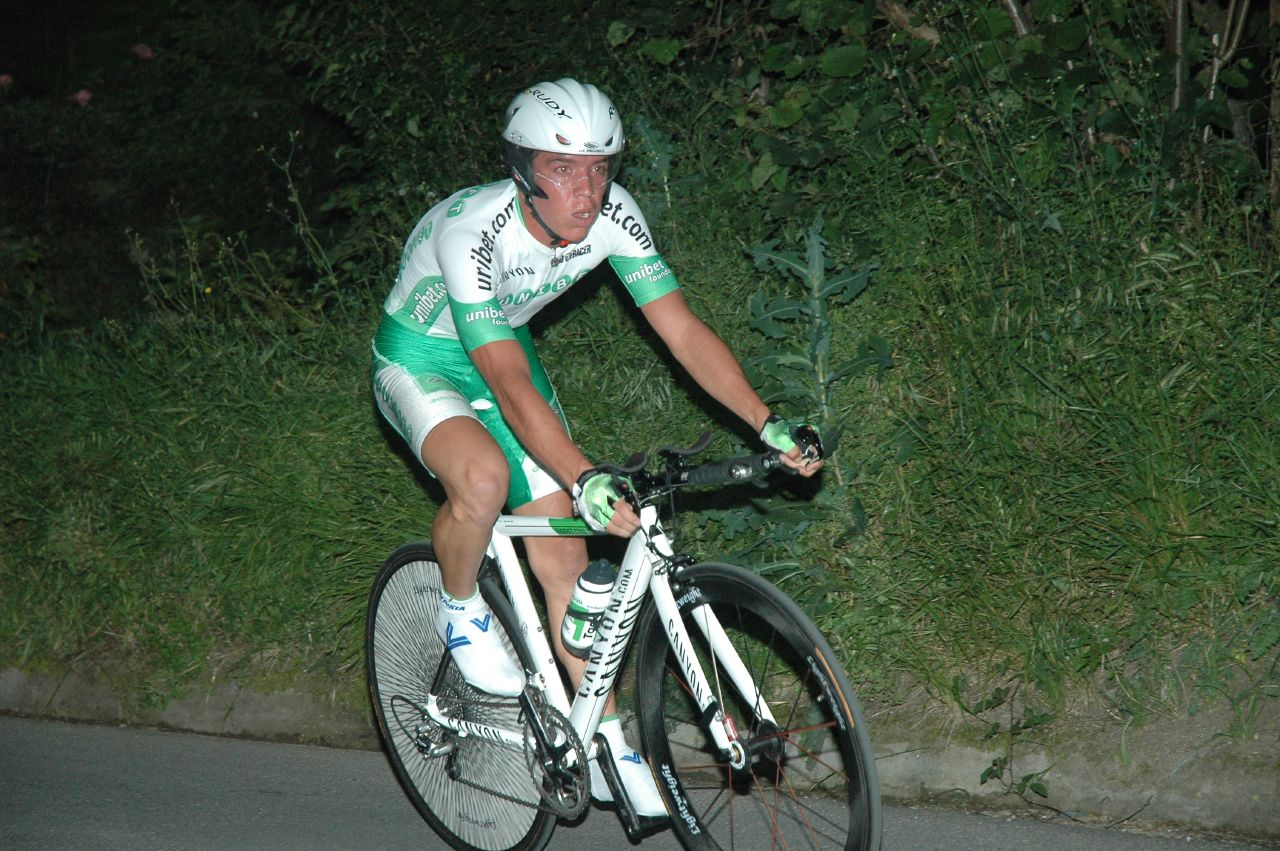
Rigoberto Urán (ganador).
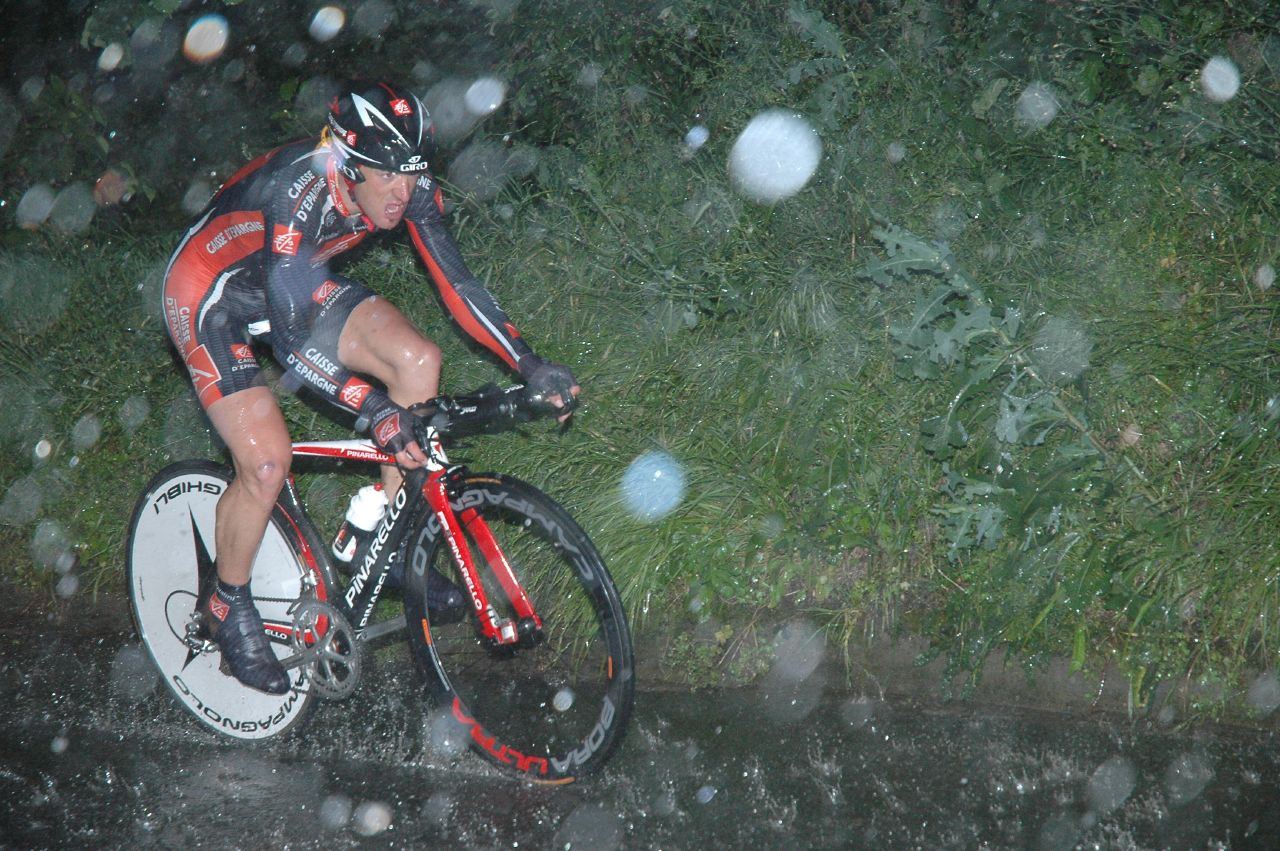
Tino Zaballa.

## Clasificaciones finales

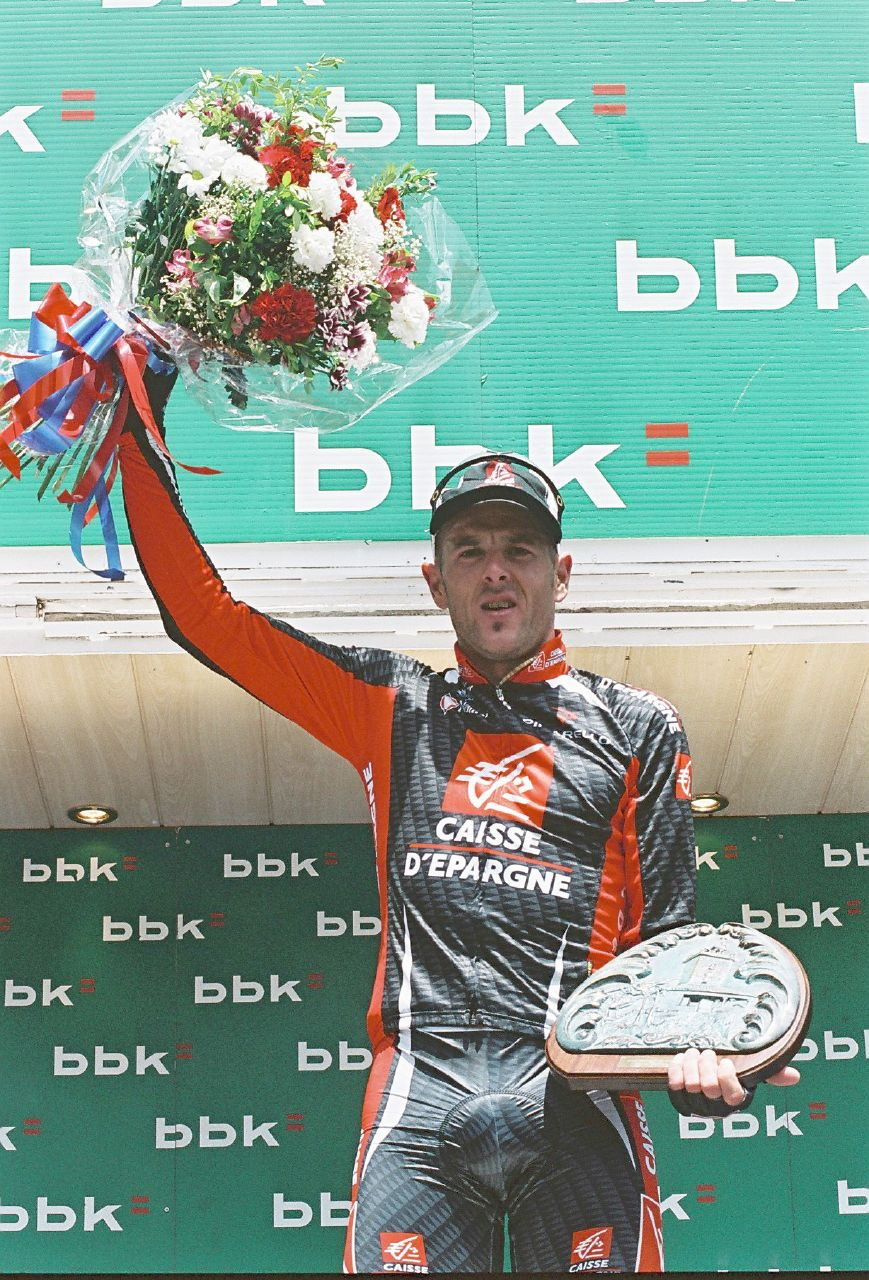
Tino Zaballa ganador final.

| \| 1. \| Constantino Zaballa \| 10h 33' 34" \| \| 2. \| Jörg Jaksche \| + 30" \| \| 3. \| José Miguel Elías \| + 30" \| \| 4. \| Matteo Carrara \| + 1' 44" \| \| 5. \| Rubén Plaza \| + 2' 39" \| \| 6. \| Patxi Vila \| + 3' 05" \| \| 7. \| Samuel Sánchez \| + 3' 05" \| \| 8. \| Óscar Sevilla \| + 3' 59" \| \| 9. \| Vladimir Efimkin \| + 4' 08" \| \| 10. \| Alexander Efimkin \| + 4' 20" \| |                     |             |
| 1. | Constantino Zaballa | 10h 33' 34" |
| 2. | Jörg Jaksche        | + 30"       |
| 3. | José Miguel Elías   | + 30"       |
| 4. | Matteo Carrara      | + 1' 44"    |
| 5. | Rubén Plaza         | + 2' 39"    |
| 6. | Patxi Vila          | + 3' 05"    |
| 7. | Samuel Sánchez      | + 3' 05"    |
| 8. | Óscar Sevilla       | + 3' 59"    |
| 9. | Vladimir Efimkin    | + 4' 08"    |
| 10. | Alexander Efimkin   | + 4' 20"    |

| \| 1. \| Constantino Zaballa \| 35 p. \| \| 2. \| Vladimir Efimkin \| 28 p. \| \| 3. \| Alberto Fernández de la Puebla \| 25 p. \| |                                |       |
| 1. | Constantino Zaballa            | 35 p. |
| 2. | Vladimir Efimkin               | 28 p. |
| 3. | Alberto Fernández de la Puebla | 25 p. |

| \| 1. \| David López \| 42 p. \| \| 2. \| Constantino Zaballa \| 27 p. \| \| 3. \| Jörg Jaksche \| 22 p. \| |                     |       |
| 1. | David López         | 42 p. |
| 2. | Constantino Zaballa | 27 p. |
| 3. | Jörg Jaksche        | 22 p. |

| \| 1. \| Xabat Otxotorena \| 12 p. \| \| 2. \| Jon Bru \| 4 p. \| \| 3. \| Constantino Zaballa \| 3 p. \| |                     |       |
| 1. | Xabat Otxotorena    | 12 p. |
| 2. | Jon Bru             | 4 p.  |
| 3. | Constantino Zaballa | 3 p.  |

| \| 1. \| Caisse d'Epargne \| 31h 47' 07" \| \| \| 2. \| Relax-GAM \| + 6' 32" \| \| \| 3. \| Karpin-Galicia \| + 12' 33" \| \| |                  |             |  |
| 1. | Caisse d'Epargne | 31h 47' 07" |  |
| 2. | Relax-GAM        | + 6' 32"    |  |
| 3. | Karpin-Galicia   | + 12' 33"   |  |